# Tantō
Il tantō (短刀?) è un'arma bianca manesca del tipo coltello-pugnale tipica del Giappone, con lama di lunghezza inferiore a 1 shaku (30,3 cm).

Ne esiste anche una versione leggermente più lunga (33,33 cm) chiamata sunnobi tantō.

In battaglia, il bushi (samurai) lo portava dietro alla schiena, per comodità, in quanto l'estrazione della katana e del wakizashi doveva essere fluida e senza intoppi. Rispetto alle armi del daishō, il tantō era quasi sempre privo di tsuba ("guardia").
I tantō erano simbolo precipuo della casta guerriera dominante giapponese. Venivano quindi ostentati quali arma di rappresentanza dei Daimyō sul loro trono, decorati con lacche dorate (makie) e gioielli, e, del pari, portati dalle donne dei samurai.
Veniva utilizzato durante la cerimonia di suicidio del seppuku o harakiri. Durante tale rito, il ventre (hara), tradizionalmente sede dell'anima del samurai, veniva trafitto e squarciato; lo scopo era quello di mostrare la propria anima pura e non macchiata dal disonore.

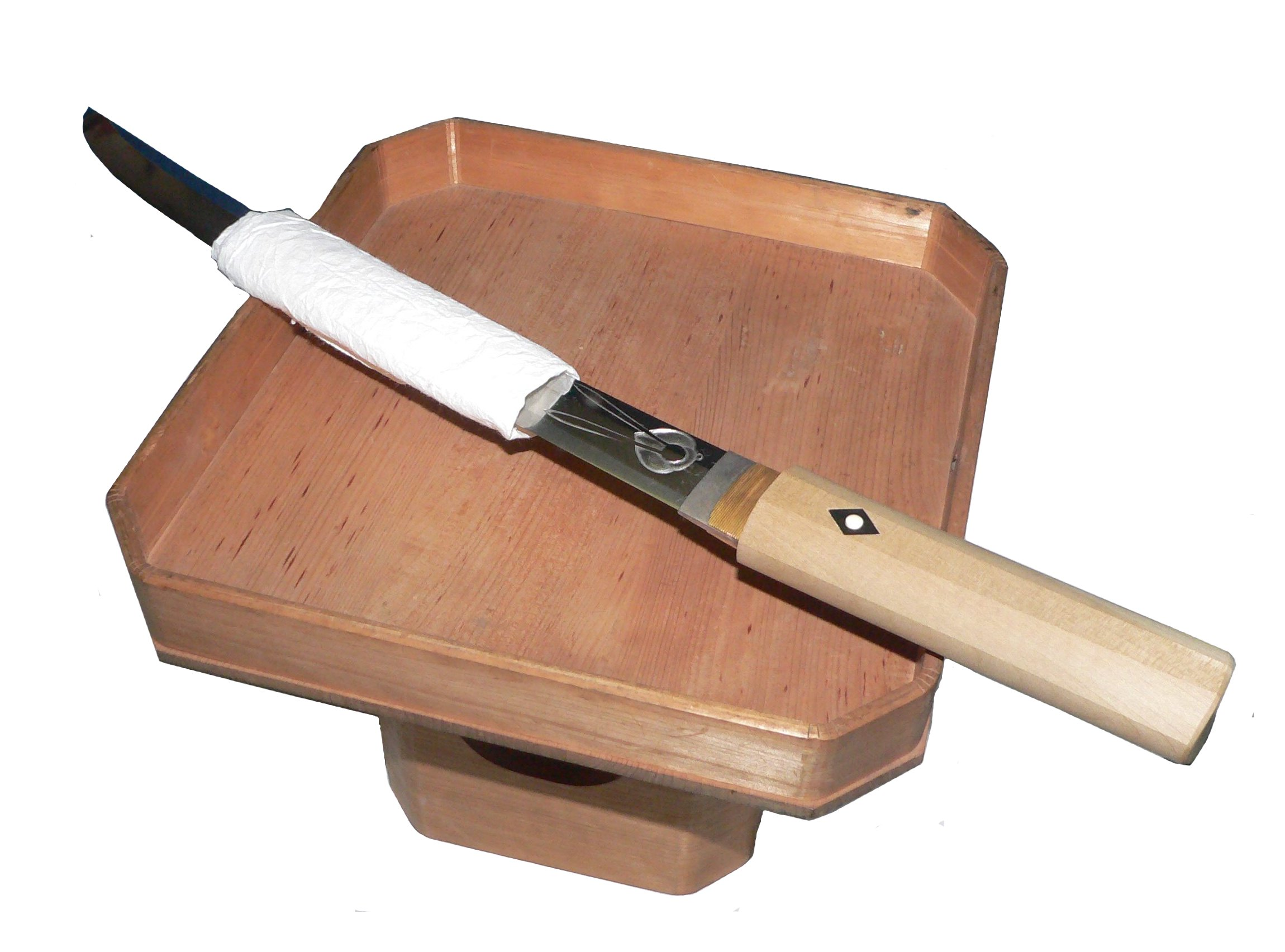
Coltello tantō, preparato per il seppuku

## Costruzione
Le principali varianti del tantō sono:
- Hamidashi: tantō dotato di tsuba ("guardia");
- Aikuchi: tantō privo di tsuba;
- Kubikiri: tantō con lama dalla curvatura più accentuata e filo sul lato concavo, talvolta chiamato anche "taglia teste" o "bisturi" in quanto spesso usato per sgozzare gli avversari prendendoli alle spalle[1].

## Storia
Questo coltello era utilizzato dai samurai per togliersi la vita in caso di una sconfitta militare o per salvaguardare il proprio onore durante un'invasione da parte delle forze nemiche. Quest'ultima opzione era attuata soprattutto dalle donne giapponesi, le quali istruivano le proprie figlie sin dalla più tenera età a tale pratica; a quei tempi, infatti, durante i saccheggi ai danni di città o villaggi, erano frequenti gli stupri di massa contro donne e addirittura bambini, e perciò si doveva ricorrere ad atti estremi (come il jigai, uno dei metodi di suicidio più noti dell'antico Giappone) onde preservare l'onore e morire con dignità.

## Riferimenti nella cultura
Questo tipo di spada è usato da Madama Butterfly, personaggio dell'omonima opera di Puccini, per uccidersi.
Nel videogioco Far Cry 3 è disponibile come arma corpo a corpo dopo aver trovato e collezionato sei lettere perdute dei soldati giapponesi.
È l'arma distintiva di Skarlet nella serie videoludica di Mortal Kombat
È l’arma principale di Goro Majima nella saga di videogiochi Like a Dragon.
Il tantō è una carta giocabile nel gioco da tavolo Samurai Sword.
Naoe Fujibayashi, coprotagonista di Assassin's Creed Shadows, ha una lama celata girevole modellata sul tantō.